# Militocodon
Militocodon lydae
Genre
Espèce
Militocodon est un genre fossile de mammifères de la famille des Periptychidae qui vivaient en Amérique du Nord au Paléocène. Ce genre n'est représenté que par une seule espèce, Militocodon lydae.

## Classification
Le genre Militocodon et l'espèce Militocodon lydae sont décrits en 2024 par les paléontologues Lucas N. Weaver (d), Jordan W. Crowell (d), Chester (d) et Tyler R. Lyson (d),,

### Étymologie
Le nom du genre fait référence à la bénévole Sharon Milito, pour son dévouement à la paléontologie et qui a trouvé le premier spécimen en 2016. Le nom de l'espèce fait référence à Lyda Hill, une championne de longue date de Colorado Springs et une mécène majeure de la recherche paléontologique au Denver Museum of Nature and Science.

### Fossiles
Selon Paleobiology Database en 2024, le nombre de collections référencées de fossiles est de une.
Ces fossiles sont du Puercan du Paléocène inférieur, c'est-à-dire datés de 66 à 63 Ma avant notre ère.

## Découvertes fossiles
Bien que les périptychidés soient connus principalement à partir de restes fragmentaires, la région de Corral Bluffs du bassin de Denver, au Colorado, a livré de nombreux fossiles de mammifères exceptionnellement bien conservés, y compris des périptychidés, du Paléocène le plus ancien. Les fossiles de Militocodon comprennent un crâne, des dents et des parties de mâchoires supplémentaire non associé, découverts entre 2016 et 2020.
Le fossile a été trouvé dans la couche Puercan-2 (âgé d'environ 65,43 millions d'années, soit environ 610 000 ans après l'extinction massive à la limite Crétacé-Paléogène) de la formation Denver, comté d'El Paso, Colorado.

## Caractéristiques
Militocodon avait la taille d'un chinchilla et son poids était estimé entre 273 et 455 g. Sur la base des synapomorphies dentaires, Militocodon est considéré comme une forme intermédiaire dans la lignée développementale des Periptychidae, intermédiaire entre les formes basales Mimatuta et Maiorana et l'Oxyacodon plus développé.
L'anatomie de son crâne ne révèle pas de synapomorphies claires et ressemble plutôt à la structure des arctocyonides et d'autres euthériens primitifs. Selon les auteurs de l'étude, l'évolution des dents reflète une modification progressive favorisant le cisaillement et l'écrasement plutôt que le broyage lors de la mastication, suggérant une adaptation à un régime alimentaire difficile, peut-être composé de plantes coriaces.

## Publication originale
- [2024] (en) L. N. Weaver, J. W. Crowell, S. G. B. Chester et T. R. Lyson, « Skull of a new periptychid mammal from the lower Paleocene Denver Formation of Colorado (Corral Bluffs, El Paso County) », Journal of Mammal Evolution,‎ 2024, p. 1-26. .